# Alcázar de San Juan
Alcázar de San Juan Lưu trữ ngày 23 tháng 1 năm 2020 tại Wayback Machine hay đơn giản là Alcázar, là một đô thị thuộc Ciudad Real, Castile-La Mancha, Tây Ban Nha.